# Federação Jordaniana de Voleibol
A Federação Jordaniana de Voleibol  (em árabeːالاتحاد الاردني للكرة الطائرة, em inglêsː Jordan Volleyball Federation,, JVF) é  uma organização fundada em 1970 que governa a pratica de voleibol nas Jordânia, sendo membro da Federação Internacional de Voleibol e da Confederação Asiática de Voleibol, a entidade é responsável por  organizar  os campeonatos nacionais de  voleibol masculino e feminino no país.